# Ramphotyphlops melanocephalus
Ramphotyphlops melanocephalus este o specie de șerpi din genul Ramphotyphlops, familia Typhlopidae, descrisă de Auguste Henri André Duméril și Bibron 1844. Conform Catalogue of Life specia Ramphotyphlops melanocephalus nu are subspecii cunoscute.